# BredaMenarinibus Zeus
Pour les articles homonymes, voir Zeus (homonymie).
Le BredaMenarinibus Zeus est un minibus urbain fabriqué par le constructeur italien IIA - Industria Italiana Autobus S.p.A. et distribué sous la marque BredaMenarinibus.
L'appellation ZEUS est l'acronyme de Zero Emission Urban System. Le véhicule a été présenté en 2000 en même temps que le grand et premier autobus hybride jamais construit, l'ALTERECO. Tous sont produits en Italie à Bologne, en Italie et sous licence en Turquie par Karsan depuis 2011.
L'autobus urbain BMB ZEUS a connu plusieurs évolutions, en 2007 avec la seconde génération et en 2013, la troisième. En 2015, la production du ZEUS s'est arrêtée. Le modèle a été remplacé par le très moderne Rampini E60.

## Caractéristiques techniques
Son équipement tracteur est composé d'un moteur électrique Ansaldo développant une puissance nominale continue de 30 kW et 60 kW en pointe. L'alimentation électrique est assurée par un système Multiplex 24 V. Le stockage de l'énergie est garanti par 78 batteries lithium-polymère (288 V - 200 Ah) garantissant 57,6 kWh de capacité totale. Elles sont placées à l'arrière du véhicule et facilement accessibles. Un chargeur est intégré à l'ensemble permettant une recharge complète en à peine 10 heures. Le remplacement du bloc batteries, en cas d'urgence est aisé. Le niveau de charge et l'autonomie résiduelle sont consultables sur le tableau de bord.

### Les différentes versions Zeus
Ce véhicule dispose en série de 9 places assises et peut transporter 22 passagers. En fonction de l'utilisation du véhicule, le nombre de places assises peut varier jusqu'à 15.

## Diffusion
Ce véhicule est largement diffusé dans les villes italiennes, espagnoles (Madrid), tchèques (Prague), allemande (Osnarbrük) mais également en France. Les réseaux urbains des villes d'Arcachon, Toulouse et Rochefort possèdent des Zeus. À Paris, les autocars Dominique exploitent plusieurs navettes publiques et privées avec ces minibus. La navette qui permet d'accéder au Fort de Brégançon, résidence d'été des Présidents de la République dans le Var est également composée de 2 BMB Zeus.